# Buránysor
Szvetityevó(1941-től 1944-ig Székelytornyos vagy Istenkeze, szerbül Светићево / Svetićevo) falu Szerbiában, a Vajdaságban, az Észak-bácskai körzetben, Topolya községben. Közigazgatásilag nem önálló település, hanem a pobedabirtoki Helyi Közösséghez tartozik.

## Fekvése
Topolyától keletre, Gunarastól északra, Nagyvölgy és Pobedabirtok közt fekvő település.

## Története
1923-ban 30 szerb és montenegrói érkezett telepes népesítette be először, akik akkor még csak tanyákon éltek, majd az 1930-as évektől a tanyák közé újabb házakat is építettek, így a lakosság száma lassan 198-ra növekedett.
Ekkortájt a településtől északkeletre letelepedett itt egy Magyarországról, Pestről jött, vagy Pesti nevű ember, akinek a háza körül idők folyamán egy 18 házból álló kis magyar település alakult ki Kispest néven, amit 1937-ben telepítettek, és 1999-től Buránysorhoz tartozik.
1941-ben a falu szerb lakosságát kitelepítették és helyükre 26 bukovinai székely családot telepítettek ide Bukovinából, Suceava megyéből, Istensegíts településről, akik 1945-ben Magyarországra, a Dunántúlra telepedtek át innen.

## Demográfiai változások
| 1948 | 1953 | 1961 | 1971 | 1981 | 1991 | 2002 | 2011 |
| ---- | ---- | ---- | ---- | ---- | ---- | ---- | ---- |
| 946  | 1196 | 1292 | 1148 | 257  | 229  | 205  | 137  |